# Pavao Pavličić

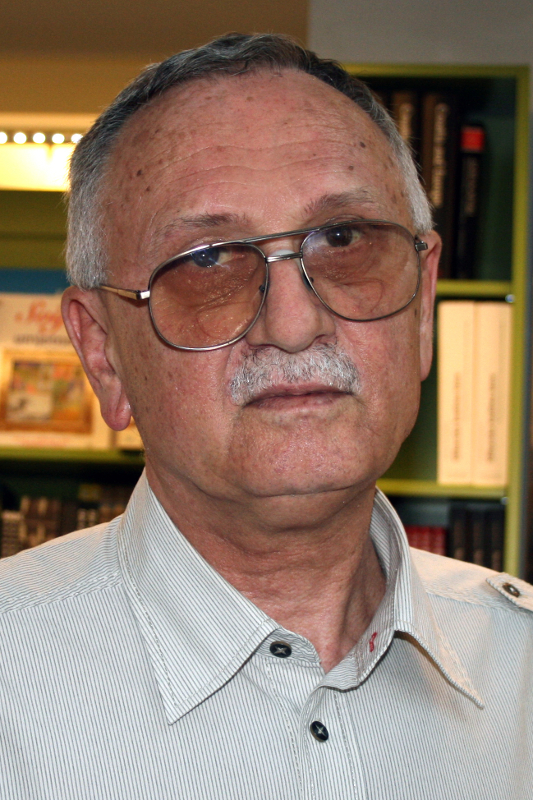
Pavao Pavličić (2011)

Pavao Pavličić (* 16. August 1946 in Vukovar) ist ein kroatischer Schriftsteller, Verfasser, Essayist, Autor, Szenarist, Übersetzer, Literaturtheoretiker und Universitätsprofessor. Für einen breiteren Kreis von Lesern ist er für seine Kriminalromane berühmt. Er schreibt für Erwachsene und Kinder.

## Leben
Pavao Pavličić wurde am 16. Juli 1946 in Vukovar geboren. Dort besuchte er die Grundschule und das Gymnasium. Von 1965 bis 1969 studierte er komparative Literatur und italienische Sprache und Literatur an der Philosophischen Fakultät in Zagreb. Seit 1970 arbeitet er in der Abteilung für Komparatistik der Philosophischen Fakultät in Zagreb. Er leitete das Kollegium „Komparative Geschichte der kroatischen Literatur“ wie auch „Literaturtheorie und Metrik“. Pavličić ist Autor von mehreren Studien und Büchern aus der Literaturtheorie und der älteren kroatischen Literatur. Er nahm an den wissenschaftlichen Besprechungen in Italien, Deutschland, Frankreich und Ungarn teil.
Er ist einer der fruchtbarsten Schriftsteller seiner Generation und Autor von mehreren Erzählungen und Romanen. Als Szenarist arbeitet er vor allem mit Zoran Tadić zusammen. Der Film des Regisseurs Tadić, „Ritam zločina“ (1981) erhielt einen Preis für das Szenario beim Fantasporto Filmfestival in Porto. Pavličićs Buch „Stroj za maglu“ wurde als Grundlage für diesen Film genommen. Sie arbeiteten auch an den folgenden Filmen zusammen: „Treći ključ“ (1983), „San o ruži“ (1986), „Osuđeni“ (1987), „Orao“ (1990), „Treća Žena“ (1997). In der Zusammenarbeit mit Branko Ivanda und Ivan Kušan schrieb er das Szenario für den Film des Regisseurs Ivanda, „Zločin u školi“ (1982). Pavličić arbeitete auch mit Branko Schmidt zusammen, und zwar an dem Film „Vukovar se vraća kući“ (1994). Zusammen mit Davor Žmegač schrieb er das Szenario für den Film „Putovanje tamnom polutkom“ (1995). Außerdem ist er Szenarist von mehreren Fernsehfilmen und -dramen.

## Literarisch-wissenschaftliche Werke
Als Wissenschaftler, interessiert sich Pavličić für die ältere kroatische Literatur und Literaturtheorie. Er veröffentlichte mehrere Diskurse und einige Bücher, wie auch lyrische Prosa. Einige davon sind:
1. Rasprave o hrvatskoj baroknoj književnosti, Split, 1978
2. Književna genologija, Zagreb, 1983
3. Dunav, Zagreb, 1983
4. Stih u drami & drama u stihu, Zagreb, 1985
5. Sedam interpretacija, Rijeka, 1986
6. Poetika manirizma, Zagreb, 1988
7. Stih i značenje, Zagreb, 1993
8. Barokni stih u Dubrovniku, Dubrovnik, 1995
9. Šapudl, Zagreb, 1995
10. Kruh i mast, Zagreb, 1996
11. Studije o Osmanu, Zagreb, 1996
12. Vodič po Vukovaru, Zagreb, 1997
13. Moderna hrvatska lirika, Zagreb, 1999
14. Hrvatski dramski stih, Split, 2000
15. Vesele zgode djeda i bake, Zagreb, 2000
16. Barokni pakao: rasprave iz hrvatske književnosti, Zagreb, 2003
17. Skrivena teorija, Zagreb, 2006
18. Male radosti: pet modernih hrvatskih pjesnika, Zagreb, 2007

Außerdem schrieb Pavličić folgende Feuilletons: Zagrebački odrezak (1985), Inventura (1989), Prolazna soba (1992), Leksikon uzaludnih znanja (1995), Zagrebački trgovi (1998), und Essays: Sve što znam o krimiću (1990), Svoj svome (1992), Rukoljub (1995), Ulica me odgojila (2004).

## Romane
Seine Karriere als Schriftsteller begann er als Autor von Novellen. Er veröffentlichte sieben Kurzgeschichtensammlungen: Lađa od vode (1972), Vilinski vatrogasci (1975), Dobri duh Zagreba (1976), Radovi na krovu (1984), Skandal na simpoziju (1985), Kako preživjeti mladost (1997), Otrovni papir (2001) und mehr als 20 Romane. Einige davon sind:
1. Plava ruža (1977)
2. Stroj za maglu (1978)
3. Umjetni orao (1979)
4. Večernji akt (1981)
5. Slobodni pad (1982)
6. Eter (1983)
7. Kraj mandata (1984)
8. Čelični mjesec (1985)
9. Trg slobode (1986)
10. Krasopis (1987)
11. Rakova djeca (1988)
12. Sretan kraj (1989)
13. Koraljna vrata (1990)
14. Rupa na nebu (1992)
15. Nevidljivo pismo (1993)
16. Škola pisanja (1994)
17. Diksilend (1995)
18. Zaborav (1996)
19. Numerus clausus (1998)
20. Pokora (1998)
21. Nepovrat (1999)
22. Pasijans (2000)
23. Pjesma za rastanak (2000)
24. Kronika provincijskog kazališta (2002)
25. Tužni bogataš (2002)
26. Mrtva voda (2003)
27. Melem (2003)
28. Krvnik u kući (2004)
29. Odbor za sreću (2004)
30. Zmijska serenada (2005)

Literarische und wissenschaftliche Interessen sind bei ihm gleichrangig gestellt und verschlingen sich ineinander. Das kann man auch in seinen Romanen „lesen“. Fast alle seine Hauptfiguren stehen in gewisser Hinsicht in Bezug auf seine Arbeit. So geht zum Beispiel im Roman Koraljna vrata ein Philologe nach Lastovo, um die alten Schriften zu untersuchen. Dort findet er zwei verlorene Gesänge aus „Osman“ von Ivan Gundulić. Im Roman Rupa na nebu ist die Hauptfigur ein Übersetzer. In Numerus clausus gibt es zwei Hauptfiguren: einen Literaturstudenten als Erzähler und seinen Freund, einen Medizinstudenten.
Er schrieb auch mehrere Kinderromane:
1. Trojica u Trnju (1984)
2. Zeleni tigar (1986)
3. Petlja (1988)
4. Lopovska uspavanka (1992)
5. Mjesto u srcu (1996)
6. San koji se ponavlja (2001)
7. Devet spomenika (2006)
8. Tko je to učinio? (Sammlung der Krimigeschichten) (2006)
9. Cvijeće na vjetru (2007)

## Filme
Er ist Szenarist folgender Filme:
1. „Ritam zločina“ (1981)
2. „Zločin u školi“ (1982)
3. „Treći ključ“ (1983)
4. „San o ruži“ (1986)
5. „Osuđeni“ (1987)
6. „Čovjek koji je volio sprovode“ (1989)
7. „Orao“ (1990)
8. „Vukovar se vraća kući“ (1994)
9. „Putovanje tamnom polutkom“ (1995)
10. „Treća žena“ (1997)